# Stanisław Fabisz
Stanisław Fabisz (ur. 23 czerwca 1855 w Poznaniu, zm. 19 grudnia 1894 w Boruszynie), polski duchowny katolicki, proboszcz w Boruszynie, doktor teologii.
Był synem Franciszka, nauczyciela gimnazjum realnego im. Bergera w Poznaniu, i Julii z Szulców. W 1875 ukończył Gimnazjum św. Marii Magdaleny w Poznaniu; na studia teologiczne i filozoficzne wyjechał do Innsbrucku, tam też 28 lipca 1878 został wyświęcony na księdza. Za zgodą metropolity gnieźnieńskiego i poznańskiego Mieczysława Ledóchowskiego, przebywającego w tym czasie na wygnaniu w Rzymie, kontynuował naukę w Würzburgu i w 1879 obronił rozprawę doktorską Quidnam Poloni gesserint adversum schismam occidentalem Synodumque Constantiensem et Basileensem.
W 1879 powrócił do Wielkopolski, objętej w tym czasie polityką Kulturkampfu, i początkowo pracował jako tajny misjonarz w Chobienicach koło Zbąszynia. Rok później został przeniesiony do Ostrowa Wielkopolskiego, gdzie wykonywał obowiązki wikariusza i katechety miejscowego gimnazjum. W kwietniu 1889 został proboszczem w Boruszynie. Udzielał się społecznie, już w listopadzie 1889 przy współpracy z Maksymilianem Jackowskim zakładając w Boruszynie Kółko Rolniczo-Włościańskie; do końca życia pełnił funkcję prezesa tego koła. Należał także (od 1880) do Poznańskiego Towarzystwa Przyjaciół Nauk. W maju 1891 głosił mowę na pogrzebie znanego działacza społecznego i proboszcza w Ostrowie Wielkopolskim, ks. Augustyna Szamarzewskiego.
Zmarł 19 grudnia 1894 w Boruszynie po wieloletniej chorobie serca. Pochowany został przy miejscowym kościele. Jego młodszy brat Kazimierz (1858–1915) był również księdzem, działaczem narodowym i społecznym.